# Doenças do estilo de vida
Doenças do estilo de vida são doenças que parecem aumentar em frequência, como nos países que se tornam mais industrializados. 